# Strütbach (Ahlbach)
Der Strütbach ist ein über 5 km langer Bach im Ostalbkreis im östlichen Baden-Württemberg, der im Weiler Buch der Gemeinde Rainau von links mit dem etwas kürzeren Längenbach zum Ahlbach zusammenfließt.

## Geographie

### Verlauf
Der Strütbach beginnt seinen Lauf als Graben zwischen Feldern und Wiesen etwa 1,1 km ostnordöstlich der Ortsmitte von Neuler im Gewann Strüt auf etwa 512 m ü. NHN nahe der L 1075 nach dem zugehörigen Schwenningen. Von hier zieht er die nächsten etwa anderthalb Kilometer ostwärts bis nahe Schwenningen, dabei berührt der zur Gemeinde Hüttlingen gehörende Wald Baumgarten fast das rechte Ufer des Baches.
Dann wendet er sich auf Südostlauf und durchfließt auf unter 487 m ü. NHN an einem Ostzipfel des Waldes den nun ganz zu Hüttlingen gehörenden, etwa 1,8 ha großen Bächweiher. Zunächst Grenzbach zwischen Neuler links und Hüttlingen rechts, tritt er nach Passieren eines nur 0,1 ha großen Kleinteichs links am Ufer bald danach in das große Waldgebiet nordwestlich von Buch ein, wo die Gemeinde Rainau Neuler als linken Bachanrainer ablöst, in dessen Gemeindegebiet der Bach nach einem Viertelskilometer ganz eintritt. Hier öffnet sich der Wald zur schmalen Wiesenaue der Bächwiesen, der Bach fließt darin nun naturnäher teil an deren Rand, teils mit lückenhafter Baumgalerie in deren Mitte.
Über einen Kilometer nach dem Beginn der offenen Aue tritt er nach Querung der Trasse des Limes in die offene Flur westlich von Buch ein, wo er im Bereich des ehemaligen Rossweihers einen durchschnittenen Damm durchläuft. In nun fast östlichem Lauf erreicht er im Gewann Strüt das Weichbild von Buch, fließt zwischen meist die unmittelbare Aue meidenden Siedlungsteilen im Norden und Süden hindurch und unterquert die K 3320. Am Rand einer Wiese zwischen Dorfstraße und Mühlweg fließt er dann auf unter 452 m ü. NHN von links und zuletzt Westen mit dem hier aus dem Süden kommenden Längenbach zum nurmehr kurzen Ahlbach zusammen.
Der 5,3 km lange Strütbach mündet etwa 60 Höhenmeter unterhalb seines Ursprungs, sein mittleres Sohlgefälle liegt mithin bei nur etwa 11 ‰. Er hat keine bedeutenden Zuflüsse.

### Einzugsgebiet
Der Strütbach entwässert ein Einzugsgebiet von 4,4 km² Größe, das die Form eines überall unter einem Kilometer breiten Schlauchs um den Lauf hat. Der höchste Punkt liegt am Nordwesteck auf einer flachen Höhenkuppe nordöstlich von Neuler wenig über dem Ursprung auf 524,5 m ü. NHN. Von dort aus fällt das Terrain entsprechend der überwiegenden Richtung der Oberläufe, die dem geologischen Schichtenfallen im Südwestdeutschen Schichtstufenland folgen, mäßig nach Südosten ab.
Das Einzugsgebiet rechnet naturräumlich zum Vorland der östlichen Schwäbischen Alb, am Oberlauf im Nordwesten gehört es zu dessen Unterraum Platte von Neuler, sonst zu dessen Unterraum Goldshöfer Terrassenplatten.
Die Platte von Neuler ist eine Verebnung im Schwarzjura, der sich auch zumindest beidseits des Laufs bis zur Mündung fortsetzt. Den Juraschichten sind am Rande ins unteren Einzugsgebiet hereinragende, noch viel jüngere Inseln Goldshöfer Sande überlagert, altpleistozäne Flussablagerungsschichten aus der Zeit, als Jagst und Kocher mit noch etwa entgegengesetzter Laufrichtung in dieser Gegend sich vereinten und über die Urbrenz zur Donau entwässerten. Der Strütbach selbst hat sich am Mittellauf unter die Jura hinunter bis in die höheren Keuper-Schichten eingegraben.
Das Gebiet liegt im Ostalbkreis und verteilt sich auf die Gemeindegebiete von Neuler im Norden, Hüttlingen im Westen und Rainau im Osten. Die einzigen Orte darin sind der Rainauer Weiler Buch an der Mündung und der Neuler Weiler Schwenningen links des oberen Laufs auf der nördlichen Wasserscheide.
Hinter dieser nördlichen Wasserscheide läuft der Sizenbach zur Jagst, die größtenteils ohne nennenswerte Zuflüsse auch den Abfluss hinter der nordöstlichen aufnimmt. Vom Zusammenfluss mit dem Längenbach an wieder aufwärts grenzt die lange Wasserscheide im Südwesten auf ganzer Länge an dessen eigenes Einzugsgebiet. Die kurze westliche bei Neuler grenzt an die Einzugsgebiete kleiner linker Zuflüsse des Schlierbachs, der ihr Wasser zum Kocher führt.

## Natur und Schutzgebiete
Auf einem großen Teil des Gebietes steht Wald. Vom Bächweiher bis an den Rand Buchs ist das 39 ha große Landschaftsschutzgebiet Strutbachtal (sic!) eingerichtet.

## Geschichte
Die Trasse des Obergermanisch-Raetischen Limes quert den Weg des Strütbachs kurz vor dessen Waldaustritt in die offene Flur um Buch; sie ist teils im Gelände noch zu erkennen.

### LUBW
Amtliche Online-Gewässerkarte mit passendem Ausschnitt und den hier benutzten Layern: Lauf und Einzugsgebiet des Strütbachs

Allgemeiner Einstieg ohne Voreinstellungen und Layer: Daten- und Kartendienst der Landesanstalt für Umwelt Baden-Württemberg (LUBW) (Hinweise)
1. 1 2 3  Höhe nach dem Höhenlinienbild auf dem Hintergrundlayer Topographische Karte.
2. ↑  Länge nach dem Layer Gewässernetz (AWGN).
3. ↑  Einzugsgebiet nach dem Layer Basiseinzugsgebiet (AWGN).
4. 1 2  Seefläche nach dem Layer Stehende Gewässer.
5. ↑  Höhe nach schwarzer Beschriftung auf dem Hintergrundlayer Topographische Karte.
6. ↑  Schutzgebiete nach den einschlägigen Layern.

### Andere Belege
1. ↑  Hansjörg Dongus: Geographische Landesaufnahme: Die naturräumlichen Einheiten auf Blatt 171 Göppingen. Bundesanstalt für Landeskunde, Bad Godesberg 1961. → Online-Karte (PDF; 4,3 MB)
2. ↑  Geologie grob nach: Mapserver des Landesamtes für Geologie, Rohstoffe und Bergbau (LGRB) (Hinweise)